# All for One
Pistes de High School Musical 2
Everyday
All For One est une chanson issue du téléfilm High School Musical 2 et publiée le 24 septembre 2007 aux États-Unis. Il s'agit du final du film, interprété par l'ensemble du casting autour de la piscine du club de milliardaire, avec en solistes Troy Bolton (Zac Efron), Gabriella Montez (Vanessa Hudgens), Sharpay Evans (Ashley Tisdale), Ryan Evans (Lucas Grabeel), Chad Danforth (Corbin Bleu) et Taylor McKessie (Monique Coleman)

## Place dans le téléfilm
Après le triomphe de Troy, Gabriella et des Wildcats lors du concours des jeunes talents de Lavaspring, qui dona lieu à une réconciliation générale, notamment celle des deux acteurs principaux; tout le monde se retrouve pour chanter autour de la piscine lors de la fête du personnel. 

## Adaptations étrangères
- Edurne - Todo el mundo a bailar (espagnol)